# (Sittin’ On) The Dock of the Bay
(Sittin’ On) The Dock of the Bay ist ein Song, der 1967 von dem Sänger Otis Redding und dem Gitarristen Steve Cropper gemeinsam geschrieben wurde. Er erreichte als erste posthum veröffentlichte Single Platz 1 der Billboard 200 und zudem Platz 3 der britischen Charts.

## Geschichte
Der Song wurde 1967 von Redding aufgenommen, nur wenige Tage bevor er starb. Er schrieb die ersten beiden Zeilen und einige Akkorde im August 1967 auf dem Hausboot nahe Waldo Point von Bill Graham in Sausalito, Kalifornien, als er auf Tournee mit den Bar-Kays war, zunächst unter dem Titel Dock of the Bay. Im Herbst des Jahres wurde der Song im Stax-Studio in Memphis, Tennessee, in Zusammenarbeit mit dem Gitarristen und Songwriter Steve Cropper fertiggestellt. Am 7. Dezember 1967 entstand dann die letzte Version; drei Tage später starb Redding bei einem Flugzeugabsturz. Im Januar 1968 wurde das Lied veröffentlicht, kam auf Platz 1 der amerikanischen Billboard-Charts und war über Wochen in den Hitparaden.

## Rezeption
Das Lied gilt als Klassiker und gehört zu den Songs mit den höchsten Auszeichnungen.
So wurde (Sittin’ On) The Dock of the Bay 1969 mit zwei R&B-Grammys ausgezeichnet und 1998 in die Grammy Hall of Fame aufgenommen.
Die Rock and Roll Hall of Fame führt es unter den „Songs That Shaped Rock and Roll“.
Unter den 500 besten Songs aller Zeiten des Magazins Rolling Stone rangiert das Lied auf Platz 28, die Recording Industry Association of America wählte es auf Platz 22 der Songs of the Century. Die US-Songwriter-Organisation Broadcast Music Incorporated stellte das Lied auf Platz 6 der Jahrhundertsongs und die Sender-Vereinigung National Public Radio wählte es unter die 100 „Most important American musical works of the 20th century“.

## Kommerzieller Erfolg

### Chartplatzierungen
| ChartsChartplatzierungen       | Höchstplatzierung | Wochen |
| ------------------------------ | ----------------- | ------ |
| Deutschland (GfK)              | 16 (6 Wo.)        | 6      |
| Schweiz (IFPI)                 | 7 (6 Wo.)         | 6      |
| Vereinigte Staaten (Billboard) | 1 (16 Wo.)        | 16     |
| Vereinigtes Königreich (OCC)   | 3 (16 Wo.)        | 16     |

| ChartsJahrescharts (1968)      | Platzierung |
| ------------------------------ | ----------- |
| Vereinigte Staaten (Billboard) | 4           |

### Auszeichnungen für Musikverkäufe
| Land/Region                  | Auszeichnungen für Musikverkäufe (Land/Region, Auszeichnung, Verkäufe) | Verkäufe  |
| ---------------------------- | ---------------------------------------------------------------------- | --------- |
| Dänemark (IFPI)              | Platin                                                                 | 90.000    |
| Deutschland (BVMI)           | Gold                                                                   | 300.000   |
| Italien (FIMI)               | Platin                                                                 | 100.000   |
| Neuseeland (RMNZ)            | 5× Platin                                                              | 150.000   |
| Spanien (Promusicae)         | Platin                                                                 | 60.000    |
| Vereinigte Staaten (RIAA)    | 3× Platin                                                              | 3.000.000 |
| Vereinigtes Königreich (BPI) | 3× Platin                                                              | 1.800.000 |
| Insgesamt                    | 1× Gold · 14× Platin ·                                                 | 5.500.000 |

## Trivia
Die deutschsprachige Coverversion Ich sitz den ganzen Tag bei den Docks wurde von Udo Lindenberg gesungen.